# Звирбулис, Валдис Андреевич
Ва́лдис Андре́евич Зви́рбулис (16 января 1936, Цесис, Латвия — 20 июня 1985, Рига, Латвийская ССР, СССР) — советский латвийский спортсмен (русские и международные шашки), тренер по шашкам, шашечный композитор, спортивный журналист, спортивный функционер.
Чемпион СССР в составе сборной Латвии (1967), многократный чемпион Латвии. Мастер спорта СССР по шашкам (1955).
Многолетний член Федерации шашек Латвийской ССР и Союза журналистов СССР. Среди учеников — многократный чемпион мира Андрис Андрейко. Представлял общество «Даугава».

## Биография
Один из первых в Латвии мастеров по шашкам, стоял у истоков стоклеточных шашек в Латвии и СССР, один из основателей журнала «Шашки» (Рига).
В 1954 году в Ленинграде сыграл в I Чемпионате СССР по международным шашкам.
В 1959 году Звирбулис готовил к печати первый номер журнала «Шашки», где проработал более двадцати лет — член редколлегии, старший редактор. Совместно с Рафаилом Здоровяком написал две книги.
В 1967 г. на 9-м командном первенстве СССР в составе сборной Латвийской ССР стал чемпионом; в состав команды входили также Андрис Андрейко, Айвар Войцещук, Борис Гуревич, Эммануил Меринс, Анатолий Субботин, Пётр Попов, Велло Лухт, Иоганна Цыне (Цине), Бирута Михневич, тренер П. Фрейденфельд.
Тринадцатикратный чемпион Латвийской ССР: 11 — по международным шашкам, один — по русским и один — по композиции.
Участник Чемпионата СССР по международным шашкам среди мужчин (высшая лига) 1954, 1955, 1958, 1959, 1960, 1962, 1980, 1981.
По воспоминаниям Вячеслава Щеголева, «В чемпионате СССР 1962 года Андрейко проиграл Валдису Звирбулису. После этого он целый день не разговаривал со своим первым наставником».
Ушёл из жизни 15 июня (по некрологу в ж. Шашки) или 20 июня 1985 года, не дожив даже до 50 лет. Похоронен на Лесном кладбище в Риге.